# 梅格·尤瑞
克勞蒂亞·梅根·尤瑞是一名美國天體物理學家，曾任美國天文學會主席、耶魯大學物理系主任、哈伯太空望遠鏡教員。她目前是耶魯大學物理和天文學以色列·蒙森教授，以及耶魯天文學和天文物理學中心主任。尤瑞不僅因其對天文學和天體物理學的貢獻（包括在黑洞和多波長巡天方面的工作），還因其致力於解決天文學、科學和學術界普遍存在的性別歧視和性別平等問題而知名。

## 早年生活和教育
尤瑞在印第安納州和麻薩諸塞州長大，之後進入塔夫茨大學攻讀數學和物理學雙學位，並於1977年畢業。她被選入Phi Beta Kappa，並獲得N·霍布斯·奈特物理獎。大三暑假，她在美國國家電波天文台實習，從此對天文學產生濃厚的興趣。
尤瑞在約翰·霍普金斯大學獲得物理學碩士學位（1979年）和博士學位（1984年） ，她的導師是亞特·達維森（Art Davidsen）。在論文中，她與理查德·穆索茨基（Richard Mushotzky）一起在戈達德太空飛行中心研究耀變體。

## 職業生涯
完成博士學位後，尤瑞在麻省理工學院的太空研究中心從事博士後研究，與克勞德·R·卡尼扎雷斯共事。之後，她又在太空望遠鏡科學研究所做了博士後。1990年，研究所聘用她為全職天文學家。
尤瑞於2001年加入耶魯大學物理系，當時是系裡唯一的女性。2007年至2013年，她擔任耶魯大學物理系主任。2013年至2017年，她擔任美國天文學會主席一職，2013年至2014年擔任當選主席，2014年至2016年擔任主席，2016年至2017年擔任前任主席。2020年，她被任命為美國天文學會首屆研究員。
尤瑞積極致力於解決天文學和科學領域的性別不平等問題，並就這一主題發表過60多次演講，包括在每年一度的物理學女大學生會議（CUWiP）上。1992年，尤瑞與勞拉·丹利共同組織了第一次天文女性會議。這次會議產生《巴爾的摩憲章》，該憲章由希拉·托比亞斯起草，並最終獲得美國天文學會理事會的批准。在尤瑞擔任美國天文學會主席期間，減少天文學界的性騷擾現像也是她關注的領域。2010年，她獲得阿德勒天文館頒發的太空科學女性獎。2015年，她獲得耶魯大學頒發的愛德華·A·布歇領導獎。
尤瑞在權威期刊上發表了330多篇論文，其中包括一篇被引用率最高的天文學評論文章。她研究被稱為活躍星系核（AGN）的超大質量黑洞，以及正常星系與AGN的關係。她和她的研究小組參與了史隆數位巡天，研究超大質量黑洞的生長。

## 榮譽
- 塔夫茨大學N·霍布斯·奈特物理獎（1976年、1977年）
- Phi Beta Kappa（1976年）
- 安妮·坎農天文學獎（1990年）
- 美國物理學會會士（1999年）
- 美國科學界婦女會士（2006年）
- 康乃狄克科學與工程學院（2007年）[17]
- 美國文理科學院會士（2008年）
- 太空科學女性獎（2010年）[18]
- 喬治·范·比斯布魯克獎（英语：George Van Biesbroeck Prize）（2012年）
- 美國國家科學院院士（2016年）[19][20]
- 美國天文學會會士（2020年）[10]
- 美國天文學會高能天文物理學分會傑出事業獎（2023年）[21]

## 延伸閱讀
- Meg Urry, "Girls and the Future of Science" （页面存档备份，存于）, Huffington Post, July 19, 2011.

## 外部連結
- "Meg Urry" （页面存档备份，存于） (faculty profile), Yale University
- Oral History Interview （页面存档备份，存于） conducted July 1, 2020, American Institute of Physics
- "The Baltimore Charter for Women in Astronomy," Space Telescope Science Institute